# Euphyto ruficeps
Euphyto ruficeps är en tvåvingeart som beskrevs av Henry J. Reinhard 1953. Euphyto ruficeps ingår i släktet Euphyto och familjen köttflugor.
Artens utbredningsområde är Kalifornien. Inga underarter finns listade i Catalogue of Life.